# KTX-I
O KTX-I, também conhecido como TGV-K ou Korail Classe 100000, é um trem de alta velocidade sul-coreano baseado no TGV Réseau francês. A formação das composições de 20 vagões sem vagão-restaurante é otimizada para alta capacidade. Os 46 trens foram construídos parcialmente na França e parcialmente na Coréia do Sul no âmbito de um acordo de transferência de tecnologia, que foi a base para o desenvolvimento de trens de alta velocidade com tecnologia sul-coreana.
A Korail usa o nome KTX como o nome oficial do KTX-I. O nome KTX-I é usado para distingui-lo do KTX-Sancheon, que anteriormente era conhecido como KTX-II.
O serviço ferroviário de alta velocidade da companhia ferroviária nacional, a Korail, o Korea Train Express (KTX), começou com o KTX-I. A confiabilidade operacional dos trens foi aprimorada ao longo do tempo, com melhor manutenção e pequenas modificações. O KTX-I continua sendo usado pela Korail no serviço KTX, com uma velocidade máxima comercial de 305 km/h.

## História
Em 1991, foram feitas licitações para o fornecimento e transferência da tecnologia necessária, abrangendo as catenárias, a sinalização e o material rodante, para um serviço ferroviário de alta velocidade. Em 26 de agosto de 1991, três concorrentes apresentaram propostas iniciais: um consórcio liderado pela GEC-Alsthom (hoje Alstom), uma das das fabricantes do TGV da França; a Siemens, uma das fabricantes do ICE da Alemanha; e a Mitsubishi, uma das fabricantes do Shinkansen do Japão. Após cinco rodadas de avaliação, os consórcios francês e alemão publicaram as propostas finais em 15 de junho de 1993. A Autoridade da Construção de Ferrovias de Alta Velocidade da Coreia (KHSRCA) anunciou que o consórcio liderado pela GEC-Alsthom foi o licitante escolhido em 20 de agosto de 1993, com o contrato foi assinado em 14 de junho de 1994.
Parte do contrato de transferência de tecnologia ganho pela GEC-Alsthom e sua subsidiária sul-coreana Eukorail, foram os primeiros trens de alta velocidade a operar na Coreia do Sul, os KTX-I, que foram baseados no TGV Réseau. A carroceria do primeiro vagão foi fabricada em janeiro de 1996, e a primeira composição completa iniciou os testes na França em dezembro de 1997, sendo enviado para a Coreia do Sul em março de 1998. O primeiro teste na Coreia do Sul ocorreu em dezembro de 1999. Em junho de 2000, a velocidade de 300 km/h foi alcançada, os testes regulares nessa velocidade começaram em novembro de 2000, depois que todos as 12 composições fabricadas pela Alstom na França foram entregues ao país asiático. De acordo com as condições do contrato de transferência tecnológica, mais de 50% dos componentes devem vir da Coreia do Sul após a transferência de tecnologia, as 34 composições restantes dos 46 trens encomendados foram construídos sob licença pela Rotem na Coreia. A primeira carroceria fabricada na Coréia foi concluída em outubro de 1999, a primeira composição completa foi apresentada em abril de 2002 e todos os trens foram entregues até dezembro de 2003.
Do início de janeiro de 2004 até o início do serviço comercial em 1º de abril de 2004, 25 de 28 dos trens estavam em operação diária durante os testes intensivos para preparar todos os componentes e pessoal para o serviço comercial.

## Especificações

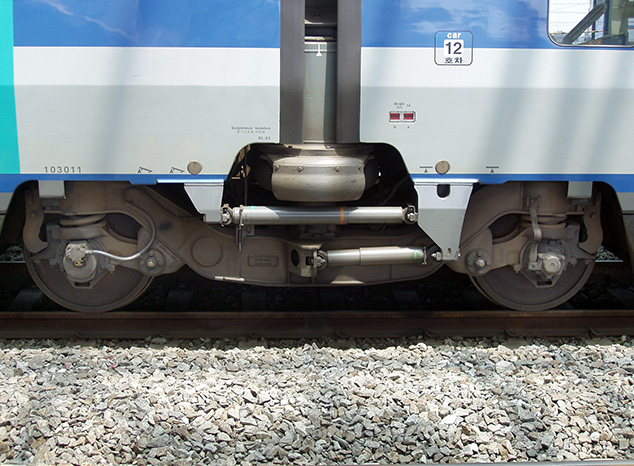
Truque de um trem KTX-I. Os dois vagões apoiam-se na mola pneumática da suspensão secundária (parcialmente coberta pelos para-lamas), abaixo dela estão os amortecedores

Como todas as variantes do TGV, o KTX-I é uma composição permanentemente acoplada que consiste em duas locomotivas, ou seja, vagões com motores elétricos que não transportam passageiros, na extremidade de um conjunto fixo de vagões de passageiros. Embora o KTX-I seja baseado no TGV Réseau, ele tem 18 vagões em vez de 8, sendo o mais longo trem da família TGV. Os dois truques normais (não do tipo Jacob) próximos às locomotivas, sob os dois vagões de passageiros da extremidade são motorizados, como no TGV Sud-Est. Outras características que diferenciam o KTX-I de todas as variantes europeias são a frequência de tensão de alimentação de 60 Hz (em vez de 50 Hz), assentos giratórios nas seções da Primeira Classe, ausência de vagões-bar ou restaurante. Os planos originais de 1993 propunham um novo projeto para o nariz do trem, com a parte inferior do nariz mais próxima da pista, para melhor aerodinâmica em túneis; no entanto, o projeto final foi apenas uma versão ligeiramente modificada de outra versão de exportação do TGV, o AVE Classe 100 usado na Espanha.
Os trens são pressurizados para reduzir o desconforto dos passageiros devido às variações de pressão do ar durante passagens por túneis. As janelas são de vidro triplo, com espessura de 29 mm. A distância entre os assentos é 930 mm em vagões de classe padrão e 1.120 mm em vagões de primeira classe. Todos os compartimentos de passageiros são equipados com monitores de vídeo montados no teto, sistemas de áudio de bordo, telefones e máquinas de venda automática.

## Operação
O KTX iniciou seus serviços comerciais com os trens KTX-I em 1 de abril de 2004 em duas rotas: Seul-Busan, então usando as seções concluídas da ferrovia de alta velocidade de Gyeongbu até Daegu, e a velha linha Gyeongbu melhorada a partir de lá; e Seul–Mokpo ou Seul–Gwangju, usando a ferrovia de alta velocidade Gyeongbu até Daejeon e a velha linha Honam melhorada a partir de lá. De junho de 2007 a outubro de 2010, alguns trens no serviço KTX Gyeongbu percorreram uma rota alternativa saindo da ferrovia de alta velocidade Gyeongbu entre Daejeon e Dongdaegu para servir Gimcheon e Gumi antes da abertura de uma estação extra para as duas cidades na linha de alta velocidade. A partir de 1º de novembro de 2010, a maioria dos serviços Gyeongbu KTX começaram a usar a nova seção Daegu–Busan do linha de alta velocidade Gyeongbu, entretanto alguns trens continuaram a operar naquela seção da linha Gyeongbu e trens adicionais começaram a usar a linha Gyeongbu na seção Seul–Daejeon para servir Suwon.
O KTX-I começou seus serviços com uma velocidade máxima operacional de 300 km/h. Em resposta às reclamações frequentes dos passageiros em relação às velocidades mostradas nos trens ficando um pouco abaixo da anunciada de 300, a velocidade máxima operacional foi elevada para 305 km/h em 26 de novembro de 2007.
A partir de 2006, o primeiro vagão dos trens KTX-I funciona como um cinema durante alguns serviços.

### Problemas técnicos

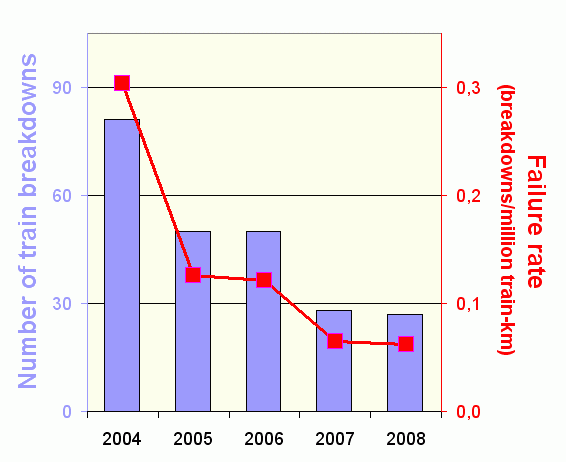
Número anual de avarias e taxa de falhas

A maioria das falhas de operação após o início de operação do KTX dizia respeito ao material rodante, mas também à sinalização, falhas de energia e problemas nos trilhos. Do primeiro ao quinto mês de serviço, o número de falhas na operação diminuiu de 28 para 8, dentre as quais o número de incidentes relacionados com o material rodante diminuiu de 18 para 5. As causas de avarias nos primeiros anos de operação envolveram pessoal inexperiente e inspeção insuficiente durante a manutenção. A taxa de falha diminuiu drasticamente no quinto ano de operação.
Em um relatório de investigação divulgado em outubro de 2006, representantes do Grande Partido Nacional expressaram preocupação sobre a prática de usar peças de outros trens como peças sobressalentes, entretanto a Korail afirmou que essa é uma prática padrão em caso de urgência, sem efeito na segurança, e o fornecimento de peças sobressalentes é garantido. A companhia também tem um programa para desenvolver peças sobressalentes para substituir peças importadas, começando com inversores auxiliares e cilindros de freio, e continuando com outros equipamentos elétricos auxiliares em carros de passageiros e amortecedores.
Em 13 de junho de 2007, perto de Cheongdo no trecho melhorado entre Daegu e Busan, um amortecedor atuando entre dois vagões de um trem KTX-I se soltou devido a um parafuso solto e atingiu os trilhos, lançando balastro que atingiu os vagões e causou hematomas em duas pessoas numa estrada paralela e gerou fumaça no compartimento de passageiros do trem. O trem parou por meio da frenagem de emergência quando os passageiros notaram a fumaça. Em 3 de novembro de 2007, um trem KTX-I que estava chegando colidiu com um outro trem estacionado dentro da estação de Busan, resultando em danos materiais de 10 bilhões de won para os dois trens e ferimentos leves em duas pessoas. O acidente aconteceu porque o maquinista estava dormindo e desativou o sistema de proteção automática do trem, enquanto ]o controlador de tráfego da estação estava ausente, sem ter avisado previamente. O condutor foi julgado, condenado e multado em 10 milhões de won. O sindicato ferroviário observou que o motorista tinha 2 horas e 29 minutos para dormir entre dois turnos e criticou a operação com um único condutor.
O nível de ruído nos trens durante passagens por túneis foi alvo de reclamações dos passageiros. Testes em agosto de 2005 mostraram que as reduções do nível de ruído de 3 a 4 dB pode ser alcançado com um aumento de para-lamas, os elásticos presos à extremidade dos carros intermediários para suavizar o fluxo de ar nas juntas articuladas dos vagões, de uma largura de 100 para 143 mm. Até maio de 2006, a Korail adaptou todos os trens com os para-lama mais largos.

## Trens derivados
A tecnologia que a indústria ferroviária coreana obteve na transferência de tecnologia para o KTX-I serviu de base para desenvolver o trem experimental HSR-350x, que por sua vez resultou na sua versão comercial fabricada pela Hyundai Rotem, o KTX-Sancheon.